# 트루쿠족

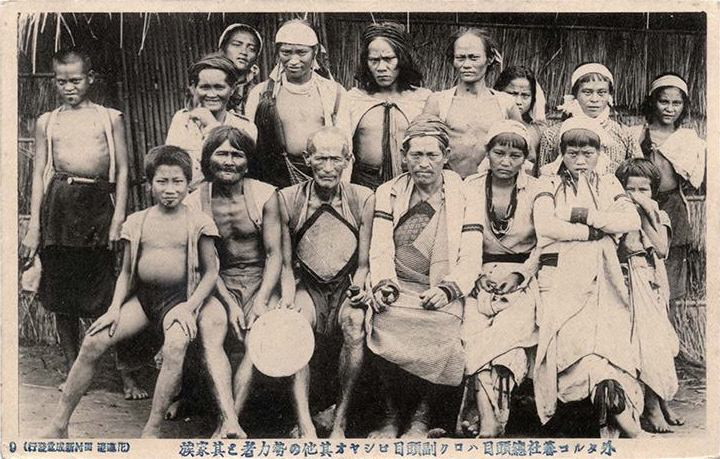

타로코족(Taroko, 중국어: 太魯閣族 타이루거족[*]) 또는 트루쿠족(Truku)은 대만 원주민족 중 하나이다. '타로코'라는 명칭은 이들이 거주하는 지역을 가리키는 이름이기도 하다. 1914년 일본 식민정부에 대항한 트루쿠 전쟁을 일으켰다. 2004년 대만 행정원의 승인으로 12번째로 공인받은 원주민족 집단이 되었다. 본래는 가까운 세디크족처럼 아타얄족의 일파로 여겨졌다. 2020년 기준 인구는 32,333명이다.

## 같이 보기
- 트루쿠어